# Hulbert Footner
Hulbert Footner, né le 2 avril 1879 à Hamilton, au Canada, et mort le 25 novembre 1944 dans le Maryland, aux États-Unis, est un écrivain canadien, auteur de roman policier.

## Biographie
Après des études dans un établissement scolaire de New York, il s'installe en 1905 dans cette ville et « entame une carrière de journaliste », qu'il poursuit ensuite à Calgary, en Alberta. Entre-temps, il est brièvement acteur dans la troupe de William Gillette lors des tournées de la pièce Sherlock Holmes.
Two on the Trail (1911), son premier roman, est un récit d'aventures à la Jack London, ayant pour décor le Grand Nord canadien. Après quelques romans dans le même genre, il s'essaie au roman policier en 1918 avec The Fugitive Sleuth et Thieves' Wit.  
Le succès vient toutefois quand Footner crée le personnage de Rosika Storey, « une belle jeune femme qui se décrit elle-même comme une psychologue spécialisée dans l'âme féminine ». Plongée dans des enquêtes relevées, Madame Storey apparaît d'abord des nouvelles avant d'être l'héroïne de cinq romans.
Le second héros récurrent de Footner est le détective amateur Amos Lee Mappin « qui ressemble beaucoup au Mister Pickwick de Charles Dickens ».

## Œuvre

### Romans

#### SérieMadame Storey
- The Under Dogs (1925)
- The Doctor Who Held Hands (1929)
- Easy to Kill (1931)
- Dangerous Cargo (1934)

#### SérieAmos Lee Mappin
- The Mystery of the Folded Paper (1930), aussi paru sous le titre The Folded Paper Mystery
- Death of a Celebrity (1938), aussi paru sous le titre The Death of a Celebrity
- The Murder That Had Everything (1939)
- The Nation's Missing Guest (1939)
- Murderer's Vanity (1940)
- Who Killed the Husband (1941)
- The House with the Blue Door (1942)
- Death of a Saboteur (1941) Publié en français sous le titre Sabotage, Lausanne, Ditis, coll. « Détective-club » Suisse no 12, 1946
- Unneutral Murder (1944)
- Orchids to Murder (1944)

#### Autres romans
- Two on the Trail (1911)
- Jack Chanty: a Strory of Athabasca (1913)
- The Sealed Valley (1914)
- The Fur Bringers (1916)
- The Huntress (1917)
- The Fugitive Sleuth (1918)
- Thieves' Wit (1918)
- On Swan River (1919), aussi paru sous le titre The Woman from Outside en 1921
- The Substitute Millionaire (1919)
- The Owl Taxi (1921)
- The Deaves Affair (1922)
- Ramshackle House (1922)
- Officer! (1924)
- The Chase of the "Linda Belle" (1925)
- The Shanty Sled (1926)
- Cap'n Sue (1928)
- Queen of Clubs (1928)
- A Self-Made Thief (1929), aussi paru sous le titre The Murderer's Challenge
- Anybody's Pearls (1930)
- Trial By Water (1931)
- The Viper (1933)
- Dead Man's Hat (1932)
- The Ring of Eyes (1933)
- Murder Runs in the Family (1934) Publié en français sous le titre La Main gantée de noir, Paris, Éditions Rouff, coll. « La Clé » no 1, 1938
- The Whip-Poor-Will Mystery (1935), aussi paru sous le titre The New Made Grave
- Murder of a Bad Man (1935)
- Scarred Jungle (1935)
- The Island of Fear (1936)
- The Dark Ships (1937)
- Tortuous Trails (1937)
- The Obeah Murders (1937), aussi paru sous le titre Murder in the Sun
- Sinfully Rich (1940)

### Recueils de nouvelles

#### SérieMadame Storey
- Madame Storey (1926)
- The Velvet Hand (1928)
- The Casual Murderer (1932)
- The Almost Perfect Murder (1933)
- The Kidnapping of Madame Storey (1936)

### Nouvelles

#### SérieMadame Storey
- Madame Storey’s Way (1922)
- The Scrap of Lace (1923)
- The Viper (1924)
- The Smoke Bandit (1924)
- The Legacy Hounds (1926)
- Putting Crime Over (1926)
- The Pot of Pansies (1927)
- Taken for a Ride (1929)
- The Death Notice (1930)
- Easy to Kill (1931)
- Wine, Women and Murder (1933)
- The Sealed House (1933)
- Murder in the Spotlight (1933)
- The Kidnapping of Madame Storey (1933)
- Which Man's Eyes (1933)
- Pink-Eye (1934)
- The Girl Who Dropped from Earth (1934)
- The Last Adventure with Madame Storey (1934)
- The Murders in the Hotel Cathay (1934)

#### Autres nouvelles
- A Great Night for the Ensign (1901)
- The Governess (1903)
- Melodrama in Fulton Street (1908)
- Entertaining a Prince (1908)
- Eelip’s Double Wedding (1909)
- The Three Gamboliers (1909)
- Chick Tucket’s Supper Party (1909)
- The Fountain of Youth (1909)
- An Exchange of Currency (1909)
- The Four Adventuresses (1909)
- Calla and Lily (1909)
- Four O’Clock in the Morning (1909)
- The Simple Adventures of 2112 (1909)
- On Board the “Thomasina” (1909)
- Signorina’s Debut (1909)
- The Intimate Friend (1909)
- The Silver-Backed Brush (1909)
- Vi’letemma (1909)
- Vi’letemma’s Golden Day (1909)
- The Gentleman’s Mile (1910)
- The Uses of Adversity (1910)
- The Pulse of Spring (1910)
- Two Kinds of Men (1910)
- The Future Marathoner (1910)
- Henrietta on Rollers (1910)
- Laurie of the Plainaman (1910)
- Contraband Skins (1911)
- Peregrine Twins (1911)
- Mute Testimony (1911)
- In the Caboose (1911)
- Emotional Alf (1911)
- Bosom Adversaries (1911)
- Not to the Swiftest (1911)
- Rose of Caribou (1911)
- The Flying House (1911)
- The Troupers (1911)
- The Way of the North (1912)
- Cocetta and the El Guard (1912)
- Movable Feast (1912)
- The Generous Strain (1912)
- Assorted Chips (1913)
- Jack Chanty (1913)
- At Mile Ninety-Two (1913)
- The Pearls of the Governor’s Lady (1913)
- The Unbidden Guests (1914)
- A Copper-Colored Comedy (1914)
- Bad Moon (1914)
- The Sealed Valley (1914)
- The Fur Bringers (1915)
- The Huntress (1915)
- The Huntress; A Story of Adventure (1915)
- The Widower (1916)
- The Fugitive Sleuth (1916)
- Thieves’ Wit (1916)
- Chase of the Linda Belle (1918)
- The Substitute Millionaire (1918)
- The Owl Taxi (1919)
- On Swan River (1919)
- Blackmail (1920)
- Country Love (1920)
- A Self-Made Thief (1921)
- The Man Hunt (1922)
- A New Girl in Town (1922)
- Wild Bird (1923)
- Officer! (1924)
- The Man with the Roman Nose (1924)
- The Under Dogs (1925)
- The Shanty Sled (1925)
- The Three Thirty-Two’s (1925)
- Hard Boiled (1925)
- The Handsome Young Men (1926)
- A Backwoods Princess (1926)
- Anybody’s Pearls (1926)
- The Girl or the Pearls (1926)
- The Waiting Noose (1927)
- Lady Luck (1927)
- Be Good! (1927)
- Queen of Clubs (1927)
- Wide Open (1927)
- Red Refuge (1928)
- The Green Eye (1928)
- North of Nowhere (1928)
- The Perfect Blackguard (1928)
- The Dumb Accuser (1928)
- Nowhere River (1929)
- The Black Ace (1929)
- Clues for the Mounted (1929)
- Borderland (1929)
- The Butler's Ball (1930)
- Captain (1930)
- Follow the Arrows (1931)
- Man Overboard (1931)
- The Dead Man's Hat (1932)
- The Ring of Eyes (1932)
- Wanted for Murder (1933)
- The Hated Man (1934)
- The Man with the Crooked Finger (1934)
- The Four-Toed Track (1934)
- The Strange Affair at the Middlebrooks' (1934)
- The Corpse Was the Best Man (1934)
- The Cold Trail (1935)
- Death by Appointment (1935)
- Life in the Raw (1935)
- Sink of Iniquity (1935)
- Trapped in an Old House (1935)
- The Richest Widow (1935)
- The Island of Fear (1936)
- Peace Without Women (1936)
- Time to Kill (1937)
- Death Takes a Stand (1937)
- Going Up (1937)
- The Man in the Next Office (1937)
- Good Family (1938)
- Charles' Gift (1939)

### Autres ouvrages
- Two for the Trail (1911)
- New Rivers of the North (1912)
- Rivers of the Eastern Shore (1944)

## Filmographie
- 1923 : The Huntress de John Francis Dillon et Lynn Reynolds

## Sources
- Jacques Baudou et Jean-Jacques Schleret, Les Métamorphoses de la chouette : Détective-club, Paris, Futuropolis, 1986 (ISBN 978-2-737-65488-6), p. 76-77.